# Bomberman 64 (відеогра, 2001)
Bomberman 64 (яп. ボンバーマン64, Bonbāman Rokujūyon) — відеогра-бойовик 2001 року, розроблена Racjin та випущена Hudson Soft для Nintendo 64 20 грудня 2001 року.

## Ігровий процес
Вона більшою мірою заснована на іграх SNES Bomberman і є повністю 2D без будь-якої 3D-графіки. Вона включає режим «Panic Bomber» з ігор SNES Bomberman. Вона також включає мінігру під назвою «Same Game», яка являє собою 2D-головоломку, орієнтовану на усунення блоків.
«Bomberman Mode» має стандартний ігровий процес Bomberman, але також має кілька виходів з кімнати, а отже, розгалуження шляхів. Мультиплеєр також має «Tandem Mode», де двоє гравців працюють разом. До чотирьох гравців можуть грати в багатокористувацькому режимі.

## Випуск
Гра вийшла 20 грудня 2001 року. Це була остання гра, випущена для Nintendo 64 в Японії.
Її часто плутають з грою Bomberman 64 1997 року, яка вийшла в Японії під назвою Baku Bomberman.